# Mordellistena fulvicollis
Mordellistena fulvicollis là một loài bọ cánh cứng trong họ Mordellidae. Loài này được Melsheimer miêu tả khoa học năm 1845.